# Władimirskij Łagier (stacja kolejowa)
Władimirskij Łagier (ros. Владимирский Лагерь) – stacja kolejowa w miejscowości Władimirskij Łagier, w rejonie strugowskim, w obwodzie pskowskim, w Rosji. Położona jest na linii dawnej Kolei Warszawsko-Petersburskiej.
Od stacji odchodzi bocznica do pobliskiego poligonu wojskowego.